# لونة الشبل
لونة الشبل (1395- 1445 هـ / 1975- 2024 م) واشتهرت كتابته خطأ أيضاً لونا، إعلامية سورية، عملت في التلفزة السورية، ثم في قناة الجزيرة، ثم شَغَلت منصب مستشارة خاصة في رئاسة الجمهورية العربية السورية منذ 14 تشرين الثاني (نوفمبر) 2020 حتى وفاتها بحادث سير قيل إنه مدبَّر. كانت مقرَّبة من الرئيس السابق بشار الأسد، وعلى صلة وثيقة بروسيا ودوائر صُنع القرار في موسكو حسب وسائل إعلام محسوبة على المعارضة السورية.

## ولادتها وتحصيلها
وُلدت لونة بنت عادل بن أسعد الشبل في مدينة السويداء لأسرة من الطائفة الدرزية، يوم 25 شعبان 1395هـ الموافق للأول من سبتمبر/ أيلول 1975م. درسَت في كلية الآداب بجامعة دمشق، وحصلت منها على إجازة (بكالوريوس) في اللغة الفرنسية، ثم على دبلوم في الترجمة الفورية، ثم تابعت دراستها العليا فحصلت على (ماجستير) في الصِّحافة والإعلام.

## عملها الإعلامي
عملت في التلفزة السورية مدَّة عامين، قدَّمت من البرامج ما يتعلَّق بالجولان السوري المحتل، ومنها: «لن ننساهم» و«من عتمة الاحتلال» و«اللهم فاشهد»، إضافة إلى البرامج الحوارية الرئيسة.
في 3 أغسطس/ آب 2003 بدأت عملها في قناة «الجزيرة» بقطر، مذيعةَ أخبار ومقدِّمةَ برامج، فقدَّمت برنامج «للنساء فقط»، إضافة إلى نشَرات الأخبار وبرامجَ حوارية. منها برامجُ ومقابلات مهمَّة كلقائها بوزير الخارجية الإيراني الذي أثار ضجَّة إعلامية حينئذ لحساسية التصريحات التي استطاعت أن تنتزعَها منه. وقدَّمت بثًّا مباشرًا عند وفاة الرئيس ياسر عرفات، وبابا الفاتيكان يوحنا بولس الثاني، وأمير الكويت جابر الأحمد الصباح، ورئيس الإمارات زايد بن سلطان آل نهيان، وتفجيرات طابا. ونقلت على الهواء مباشرة أحداث حرب إسرائيل على لبنان في تموز 2006، وحوادث اغتيال بعض المسؤولين اللبنانيين مثل بيار أمين الجميل، وجورج حاوي، وجبران تويني. ونقلت على الهواء أيضًا حدث إعدام صدام حسين، وقبله معظم جلَسات محاكمته، وغيرها الكثير من المتابعات الإخبارية المباشرة.
أدَّت مهمَّات إعلامية خاصَّة، منها في السودان لنقل أخبار القمَّة العربية وفي ختامها أجرت لقاءً خاصًّا على الهواء مباشرة مع الرئيس عمر البشير. وفي تركيا، كانت ضمن فريق برنامج (عين على تركيا)، واستمرَّت في تقديم البرامج مع إصابتها بحادث سير في عام 2008.
في 25 مايو/ أيار 2010 استقالت لونة الشبل من قناة الجزيرة مع أربع مذيعات أخريات. نقلت وكالة فرانس برس عن إحدى المذيعات الخمس المستقيلات قولها: «إن الاستقالة أتت نتيجة تراكمات خمس أو ست سنوات، وبسبب سياسة لا تحترم القواعد المهنية؛ فالموظف لا يُعامَل حسب مؤهلاته وخبرته ولكن حسب مزاجية بعض المسؤولين» ثم أطلَّت على قناة الدنيا السورية ووجَّهت اتهامات لقناة الجزيرة بـ «خيانة الأمانة الصَّحَفية».

## عملها السياسي
مع بدء الاحتجاجات المناهضة للنظام السوري عام 2011 تولَّت الشبل منصبَ المستشارة الإعلامية ورئيسة مكتب الإعلام والتواصل في رئاسة الجمهورية. وعلى مدار سنوات كانت الشبل في الدائرة الضيقة المحيطة بالأسد، ومواكبة للقاءاته واجتماعاته ورحلاته المحدودة إلى الخارج. ولم تكن مجرَّد إعلامية في القصر، بل كانت لها أدوار سياسية بارزة، وصارت من الشخصيات الفاعلة في المشهدين السياسي والإعلامي، ولديها صلاحية اختيار وزير الإعلام في الحكومة ومديري المؤسسات الإعلامية الحكومية.
وظهرت عضوًا في الوفد الممثِّل للنظام السوري المشارك في مؤتمر جنيف-2 في يناير/ كانون الثاني 2014. وأثارت الجدلَ يومئذ بابتسامتها عند إلقاء وزير الخارجية وليد المعلم كلمتَه على الرغم من جدِّية الموقف.
في نوفمبر/ تشرين الثاني 2020 أصدر الرئيس السوري بشار الأسد قرارًا بتعيينها مستشارةً خاصَّة في رئاسة الجمهورية.
في أغسطس 2020 فرضَت وِزارة الخزانة الأمريكية عقوبات على مسؤولين كبار في الحكومة السورية، بينهم لونة الشبل، وذكرت عنها حينئذ «لعبت دورًا فعالًا في تطوير رواية الأسد الكاذبة بأنه يحكم السيطرة على البلاد وأن الشعب السوري في حالة ازدهار تحت قيادته» وفي مارس 2021، فرضت الحكومة البريطانية عقوبات على مسؤولين سوريين، شملت فيها لونة الشبل، وذكرت عنها «مستشارة الرئيس الأسد وعضو بارز ضمن دائرة المقربين منه. وبصفتها مستشارة إعلامية للرئيس، فهي تدعم النظام السوري الذي يعتمد على المعلومات المضللة وانعدام حرية الإعلام لقمع السكان المدنيين» ووَفقًا لصحيفة فاينانشال تايمز: ساعدت الشبل في صياغة الصورة العامَّة لنظام الأسد، باعتبارها المسؤولَ الإعلامي الحكومي الأرفع شأنًا.
في يونيو/ حَزِيران 2022 نسبت وسائل إعلام ملكية مطعم روسي فاخر في دمشق، باسم "ناش كراي" (Nash kray) إلى لونة الشبل. المطعم مختص بالمأكولات الروسية، ويقدِّم أطباقًا غربية باهظة الثمن. وقد لقي المطعم انتقادًا شديدًا من مؤيدي النظام السوري قبل معارضيه، لما يعيشه السوريون من ظروف اقتصادية قاهرة، ولأنَّ لونة الشبل من المنادين دائمًا بضرورة صمود الشعب السوري وصبره على الظروف المعيشية الصعبة. ولكن نشر الدكتور في الاقتصاد كرم شعّار وثائق رسمية صدرت عن الجريدة الرسمية تظهر أن ملكية المطعم تعود لرجل الأعمال السوري نجيب إبراهيم.
أشارت أخبارٌ إعلامية إلى وجود خلافات بين الشبل والمستشارة الأُخرى لرئيس النظام السوري الدكتورة بثينة شعبان، وبينها وبين زوجة الأسد أسماء الأخرس.
أشار المرصد السوري لحقوق الإنسان إلى أنه بدأ تحجيم دور لونة قبل شهر من وفاتها.

## حياتها الخاصة
تزوَّجها الإعلاميُّ اللبناني الأصل الفرنسي الجنسية سامي كليب عام 2008 الذي كان مذيعًا في قناة الجزيرة أيضًا قبل أن يستقيل وينتقلَ إلى قناة الميادين، وبعد انفصالها عنه تزوَّجها رئيسُ الاتحاد الوطني لطلبة سوريا السابق، وعضو مجلس الشعب الدكتور المهندس عمَّار ساعاتي، عام 2016.

## وفاتها

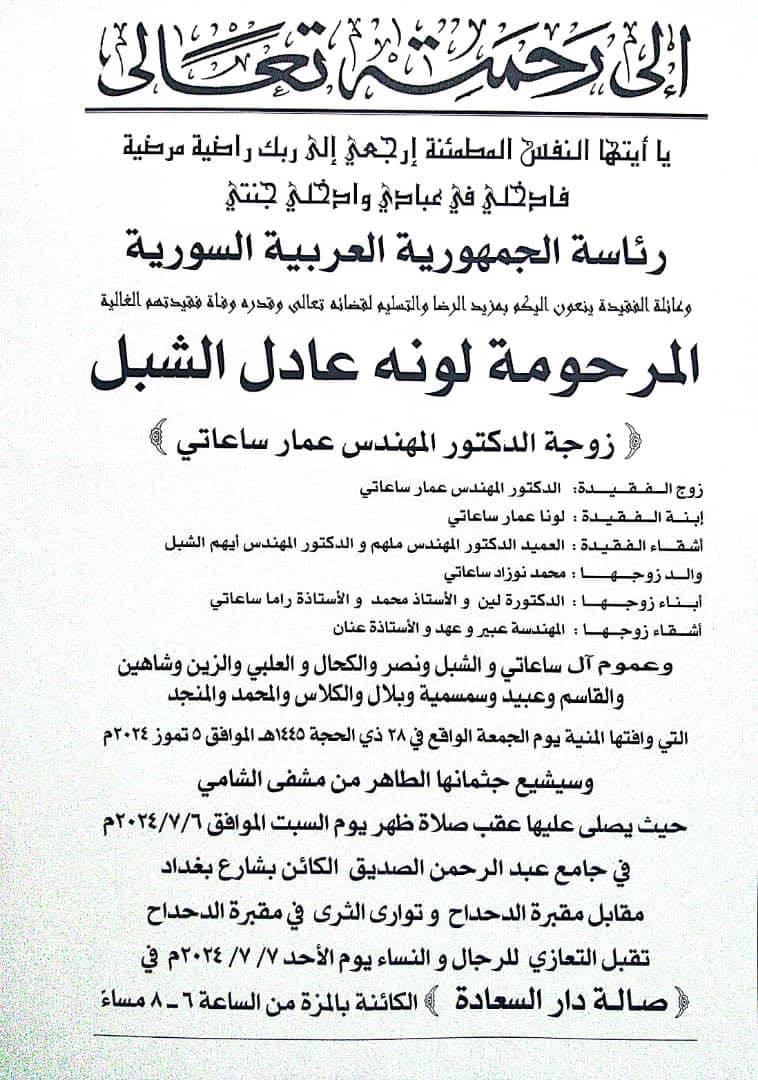
ورقة نعي لونة الشبل

في يوم الثلاثاء 2 تموز/ يوليو 2024، صرَّح المكتب السياسي والإعلامي برئاسة الجمهورية السورية لوكالة سانا أن لونة الشبل تعرَّضت لحادث سير على إحدى الطرق في مِنطَقة يعفور بريف دمشق الغربي عصر ذلك اليوم. وأضاف المكتب أن الحادث أدَّى إلى انحراف السيارة التي كانت تقلُّها وخروجِها عن المسار فتعرَّضت لعدَّة صدَمات أدت إلى إصابتها إصابةً شديدة نُقلت على إثرها إلى أحد مشافي دمشق (مشفى الشامي) ليتبيَّن حصول نَزْف في الرأس استدعى إدخالها العناية المشدَّدة لتلقِّي العلاج.
وفي مساء يوم الجمعة 29 من ذي الحِجَّة 1445هـ الموافق 5 يوليو/ تَمُّوز 2024م أعلنت رئاسةُ الجمهورية السورية وفاتَها. وشُيِّع جثمانها في يوم السبت 6 يوليو/ تَمُّوز إلى مثواه الأخير في مقبرة الدحداح بدمشق، بعد الصلاة عليه في مسجد عبد الرحمن الصدِّيق بشارع بغداد. ولم تشهد جنازتها حضورًا رسميًّا ولا اهتمامًا إعلاميًّا حكوميًّا، وظهر زوجها عمار ساعاتي بين المشيعين.
وذكر المرصد السوري لحقوق الإنسان أن سيارةً صدمت سيارة لونة الشبل، ما أدَّى إلى خروجها عن الطريق، ثم اعتقلت قوات النظام سائق السيارة، واقتادته إلى أحد المراكز الأمنية للتحقيق معه. وأشارت مصادرُ إلى أن حادث الشبل مُدبَّر وأتى بعد أسبوع من اعتقال المخابرات لشقيقها العميد ملهم الشبل، بتهمة التواصل مع جهة معادية لسورية قد تكون الولايات المتحدة أو إسرائيل أو كليهما، بعد حادثة استهداف مبنى القنصلية الإيرانية بدمشق. وتوقيف زوجها عمَّار ساعاتي عضو القيادة المركزية السابق لحزب البعث الحاكم ومنعه من السفر.
وذكرت بعضُ أطياف المعارضة السورية أن الحرس الثوري الإيراني أطلق في سوريا حملةً استهدفت شبكات تجسُّس، ومن بين أفرادها لونة الشبل وأخوها الضابط النافذ في جيش النظام السوري ملهم الشبل. وذكر مدير المرصد السوري أن لونة كانت متَّهمة بتسريب محاضر لقاءات جرت بين بشار الأسد والإيرانيين، إلى روسيا. وذكرت تقاريرُ أنها ماتت تحت التعذيب في أقباء المخابرات الإيرانية بدمشق، وأن استخبارات فيلق القدس الإيراني اعتقلتها في 20 مايو/ أيَّار 2024، بتهمة ترؤس شبكة تجسُّس لمصلحة إسرائيل، ونُقلت إلى مركز أمني للحرس الثوري في مِنطقة السيدة زينب بدمشق، حيث أُخضِعَت للتحقيق. ثم نُقلت إلى مقرِّ للتحقيق في كفرسوسة تابع للحرس الثوري، وخضعت لتحقيق بإشراف العقيد حيدر غلام جلالي (حاج جلالي) المسؤول في استخبارات فيلق القدس، واللواء كفاح مُلحِم من مكتب الأمن الوطني، والمسؤول عن التنسيق حصرًا مع الحرس الثوري وفيلق القدس.

## وصلات خارجية
- صفحة لونة الشبل الخاصة في موقع قناة الجزيرة